# Entusiastbreen
Der Entusiastbreen (norwegisch für Begeisterungsgletscher, englisch Entuziasty Glacier, russisch Ледник Энтузиастов Lednik Entussiastow) ist ein ausladender Gletscher im ostantarktischen Königin-Maud-Land. Er fließt in hauptsächlich nördlicher Richtung zum Lasarew-Schelfeis. Gespeist wird er durch Eismassen aus der Hoelfjella und aus dem nordöstlichen Ende des Wohlthatmassivs.
Der untere Ausläufer des Gletschers und der des benachbarten Muschketow-Gletschers wurden von sowjetischen Wissenschaftlern, die auch die Benennung vornahmen, im Jahr 1961 erkundet. Die russische Benennung wurde später in die englische und norwegische Form überführt.